# Trevor Bolder
Trevor Bolder (9. června, 1950, Kingston upon Hull, Spojené království – 21. května 2013) byl anglický rockový baskytarista.

## Životopis
Trevor Bolder byl aktivní na R&B scéně od poloviny 60. let 20. století. Nejdříve přišel do skupiny The Rats, kde působil Mick Ronson jako sólový kytarista. Jeho velkým okamžikem byl rok 1971, kdy nahradil Tonyho Viscontiho v doprovodné skupině Davida Bowieho, která se brzy stala známou jako „Spiders from Mars“. Bolderova baskytara a příležitostně trumpeta se objevují na studiových albech Hunky Dory (1971), The Rise and Fall of Ziggy Stardust and the Spiders from Mars (1972), Aladdin Sane (1973) a Pin Ups (1973), která byla labutí písní účinkování Spiders s jejich vedoucím.
V roce 1976 byl Bolder naverbován k Uriah Heep, kde nahradil Johna Wettona. Z počátku bylo Bolderovo působení ve skupině Uriah Heep relativně krátkodobé. I když se podílel na albech Firefly, Innocent Victim, Fallen Angel a Conquest, sestava, která je nahrávala, se rozpadla a zůstal sám s Mickem Boxem, kytaristou, zakládajícím členem a jediným vlastníkem jména skupiny. Pokus dát dohromady novou sestavu se nepovedl a Bolder, který si potřeboval vydělávat na živobytí, přijal v roce 1981 nabídku připojit se k Wishbone Ash. Bolder tam znovu nahradil Johna Wettona, když se stal baskytaristou na albu W. Ash z roku 1982 Twin Barrels Burning. To bylo další krátkodobé angažmá, protože v roce 1983 se vrátil do skupiny Uriah Heep, aby hrál na turné k albu Head First (na studiovém albu hrál Bob Daisley) a na dalších albech skupiny.
Bolder byl též producentem alba U. Heep Different World z roku 1991. Zpíval sólo na písni „Fear Of Falling“, kterou napsal pro album Sea of Light v roce 1995.
Zůstal členem Uriah Heep a hrál též se skupinou Cybernauts.

## Diskografie
Trevor Bolder nahrál alba s následujícími umělci:

### David Bowie
- Hunky Dory (1971)
- The Rise and Fall of Ziggy Stardust and the Spiders from Mars (1972)
- Aladdin Sane (1973)
- Pin Ups (1973)
- Ziggy Stardust - The Motion Picture (nahráno 1973, vydáno 1983)
- Santa Monica '72 (nahráno 1972, vydáno 1994)

### Cybernauts
- Cybernauts Live

### Dana Gillespie
- Weren't Born a Man

### Ken Hensley
- Free Spirit
- From Time to Time

### Mick Ronson
- Slaughter on 10th Avenue (1974)
- Play Don't Worry (1975)
- Main Man
- Memorial Concert

### The Spiders From Mars
- Spiders From Mars (1976)

### Uriah Heep
- Firefly (1977)
- Innocent Victim (1977)
- Fallen Angel (1978)
- Conquest (1980)
- Equator (1985)
- Live in Europe 1979 (1986) – nahráno 1979
- Live in Moscow (live, 1988)
- Raging Silence (1989)
- Different World (1991)
- Sea of Light (1995)
- Spellbinder (live, 1996)
- Sonic Origami (1998)
- Future Echoes of the Past (live, 2000)
- Acoustically Driven (live, 2001)
- Electrically Driven (live, 2001)
- The Magician's Birthday Party (live, 2002)
- Live in the USA (2003)
- Magic Night (live, 2004)
- Between Two Worlds (live, 2005)
- Wake the Sleeper (2008)

### Wishbone Ash
- Twin Barrels Burning (1982)

## Nástroje
Za svou kariéru Trevor Bolder používal celou řadu nástrojů včetně:
- Fender Mustang Bass
- Gibson EB series
- Rickenbacker
- D'Alegria Defender TB signature bass (viz obrázek v infoboxu)